# 锥囊薹草
锥囊薹草（学名：Carex raddei）为莎草科薹草属的植物。分布于朝鲜、俄罗斯远东地区以及中国大陆的辽宁、内蒙古、黑龙江、江苏、吉林、河北等地，生长于海拔200米的地区，常生于田边湿地、浅水中、沼泽化草甸、河边沙地和山坡潮湿处，目前尚未由人工引种栽培。